# Clinopodium varadense
Clinopodium varadense là một loài thực vật có hoa trong họ Hoa môi. Loài này được (Šilić) Govaerts mô tả khoa học đầu tiên năm 1999.